# Commodore USA
Commodore USA, LLC är ett USA baserat datorföretag som bland annat producerar Commodore 64 liknande datorer baserat på x86-arkitekturen. De har licens på både Commodore och Amiga-märket.